# キム・キョンジュ (歌手)
キム・キョンジュ（김경주、1998年3月26日 - ）は、韓国の歌手である。女性アイドルグループ「Cherry Bullet」、「PIXY」の元メンバー。現在は東ソウル大学（休学中）。血液型A型。

## 略歴
- アイドルとしてデビューする前は、MBC制作の番組「Great Birth 2」に出演していた。
- 2018年11月20日、FNCエンターテインメントよりCherry Bulletのデビュープロジェクトのメンバーとして発表された[1]。
- 2019年1月21日、「ミレ」という芸名でCherry Bulletのメンバーとして、シングル「Let's PlayCherryBullet」を発売して正式にデビューした[2]。同年12月13日、FNCエンターテインメントとの契約解除を発表し、Cherry Bulletから脱退した[3][4]。
- 2020年6月3日、自身のInstagramにて芸名を「Ella」に変えて新グループ・PIXYとしてデビューすると発表した。
- 2021年2月24日、ALLARTエンターテインメントによりPIXYとして正式にデビューした[5]。
- 2022年5月28日、エラが健康上の懸念と個人的なストレスのために活動休止することを発表した。
- 2022年8月27日、セッビョルと共に健康上の理由、アーティスト活動の負担が大きいこと、個人的な理由などを理由にPIXYを脱退した。

## 出演

### テレビ番組
- Great Birth 2（2011年9月30日 - 11月18日）